# 꽤나 순정
「꽤나 순정」(かなり純情)은 2011년 11월 9일에 업프런트 워크스에서 발매된, 소라노 아오이(CV.키타하라 사야카)의 두 번째 싱글 곡이다.

## 개요
초회생산한정반, 통상반의 2종 릴리스이며, 초회생산한정반에는 DVD, 통상반에는 이나즈마 일레븐 GO 카드 게임 프로모 카드가 1종 부속되어 있다. 또, 초회생산한정반의 DVD의 내용은 프로모션 비디오 애니메이션의 엔딩 영상이다.
「현제의 연애의 청춘감」을 테마로 한 표제곡 「꽤나 순정」은 텔레비전 애니메이션 「이나즈마 일레븐 GO」의 엔딩 테마로 기용되었다. 곡조는 전작과 달라 테크노팝이다. 덧붙여 키타하라 본인은 연애에 흥미는 없고, 학원물의 소녀 만화를 읽고 나서 레코딩에 도전했다고 하고 있다. 또, 프로모션 비디오도 작성되고 있어 「스토리적인 이야기풍」인 물건으로 완성되고 있다.
커플링의 「창가로부터 사랑을 담아」는 고실등에서 좌석을 바꾸는 것에 의해서 좋아하는 남자와 자리가 떨어져 버린 여자의 일을 노래한 발라드곡이다.

## 수록곡
(전작사 : mildsalt, 작곡가 : 키쿠야 토모키)
1. 꽤나 순정(かなり純情)
편곡 : 카와하라 미네아키
TV 애니메이션『이나즈마 일레븐 GO』 엔딩 테마
2. 창가로부터 사랑을 담아(窓側から愛をこめて)
편곡 : 후쿠모토 코시로
3. 꽤나 순정(かなり純情) (Original Karaoke)
4. 창가로부터 사랑을 담아(窓側から愛をこめて) (Original Karaoke)